# Le Poisson rouge
Pour les articles homonymes, voir Poisson rouge (homonymie).
Albums de Disiz
Jeu de société
Singles
1. J'pète les plombs
2. Ghetto Sitcom
3. Le Poisson Rouge

Le Poisson rouge est le premier album studio solo de Disiz.
Sorti en 2000, il est vendu à 200 000 exemplaires grâce au succès de J'pète les plombs. Sur cet album figurent également les titres Ghetto sitcom, ainsi que Le Poisson rouge.
La production de la majorité des titres est assurée par JMDee, et la réalisation de l'album est faite par Bricefa (qui apparaît sur les morceaux Klash pas quand même et Le 6e sens). L'artwork a été réalisé par Julien Massonnet.
L'album est nommé aux victoires de la musique dans la catégorie Album rap, reggae ou groove, mais c'est Je fais c'que j'veux de Pierpoljak qui l'emporte.

## Classements
| Classement (2000-01) | Meilleure position |
| -------------------- | ------------------ |
| France (SNEP)        | 5                  |

## Fiche technique

### Liste des titres
| No  | Titre                                                               | Producteur : JM Dee | Durée |
| --- | ------------------------------------------------------------------- | ------------------- | ----- |
| 1.  | Intro                                                               |                     | 1:26  |
| 2.  | Le challenger                                                       |                     | 2:44  |
| 3.  | Un scratch, un beat, un rap                                         |                     | 3:55  |
| 4.  | J'pète les plombs                                                   |                     | 3:45  |
| 5.  | C'est ça la France (featuring Éloquence)                            |                     | 4:35  |
| 6.  | Dieu seul sait quand le glas sonne                                  |                     | 3:02  |
| 7.  | J'irai cracher sur vos tombes (featuring Taïro)                     |                     | 6:02  |
| 8.  | Ghetto sitcom                                                       |                     | 4:52  |
| 9.  | Fuck Disiz                                                          |                     | 1:27  |
| 10. | Klash pas quand même (featuring Bricefa)                            |                     | 7:32  |
| 11. | Plus l'temps                                                        |                     | 3:37  |
| 12. | L'associé du diable                                                 |                     | 2:30  |
| 13. | L'avocat des anges (featuring Toy)                                  |                     | 4:30  |
| 14. | Lyrics de gamin (featuring Akhenaton)                               |                     | 4:38  |
| 15. | Gnibi (featuring Thione Seck)                                       |                     | 3:48  |
| 16. | La philosophie du hall (featuring Éloquence & Juan Rozoff)          |                     | 5:03  |
| 17. | Le poisson rouge                                                    |                     | 4:45  |
| 18. | Les rumeurs (featuring Joey Starr)                                  |                     | 3:16  |
| 19. | Le 6e sens (featuring Béton armé, Cordélite, Dayen, Bricefa, Treyz) |                     | 5:32  |
| 20. | Outro                                                               |                     | 0:57  |

### Crédits
Source des crédits
- Producteur : JMDee
- Réalisateur artistique : Bricefa
- Enregistré au studio Twin (sauf 15) et studio Bastille (no 15)
- Enregistré par Xavier (sauf 15) et par Kiki (no 15)
- Mixage par Kiki au studio Twin (sauf 2, 7, 8 et 17), par Fabrice Leyni au studio Mega (no 2, 7, 8 et 17), par Mitch au studio Twin (no 18)
- Scratch : DJ Naughty G.
- Mastering : JC à Translab, Paris
- Artwork : Julien 'Frenchie' Massonet
- Photo : Battle Crew